# Callitrichia ruwenzoriensis
Callitrichia ruwenzoriensis là một loài nhện trong họ Linyphiidae.
Loài này thuộc chi Callitrichia. Callitrichia ruwenzoriensis được Herman Theodor Holm miêu tả năm 1962.